# Rosau
Rosau ist ein Ortsteil der Gemeinde Odenthal im Rheinisch-Bergischen Kreis. Er liegt nordöstlich von Eikamp in einer Seitenstraße der Alte Wipperfürther Straße an der Grenze zu Kürten.

## Geschichte
Dar Name Rosau deutet darauf hin, dass hier im Mittelalter Schilfrohr (ros = Schilfrohr) in einem nahen Auwald gestanden hat. Der Ort gehörte zur Gemarkung Oberodenthal, Flur 10.
Der Ort ist auf der Preußischen Neuaufnahme von 1892 als Rossau eingezeichnet. Auf späteren Messtischblättern ist er regelmäßig als Rosau verzeichnet. Er gehörte zur Bürgermeisterei Odenthal im Kreis Mülheim am Rhein.
| Jahr | Einwohner | Wohn- gebäude | Kategorie |
| ---- | --------- | ------------- | --------- |
| 1871 | 8         | 2             | Hofstelle |
| 1885 | 10        | 2             | Wohnplatz |
| 1895 | 12        | 2             | Wohnplatz |
| 1905 | 16        | 2             | Wohnplatz |

Seit 1910 gehört die Ortschaft, die vorher zur Pfarre Odenthal gehörte,  kirchlich zum Rektorat Herrenstrunden, das 1918 eigenständige Pfarre wurde.